# 姚岳 (明朝)
姚岳（？—？），字文鎮，浙江湖州府長興縣人，明朝政治人物。

## 生平
弘治年間，任南直隸宿松縣知縣，改懷寧縣知縣，為官清廉，不依附劉瑾。因病去世。有子姚良輔、孫姚一元。